# American Idol
American Idol, qui était nommée American Idol: The Search for a Superstar dans la première saison, est une émission télévisée américaine dont le premier épisode a été diffusé en juin 2002. Il s'agit de l'adaptation de l'émission britannique Pop Idol, adaptée en France sous le titre Nouvelle Star.
Après un arrêt en 2016, l'année suivante, la chaine américaine ABC annonce qu'elle diffusera l'émission à partir de 2018.

## Présentation
L'émission est une version moderne de télé-crochet, un concours où le public peut voter pour la personne qu'il préfère parmi des chanteurs, encore inconnus.
American Idol est diffusée sur le réseau FOX aux États-Unis et en version traduite en français sur M6 en France. L'émission a été créée par Simon Fuller (manager des Spice Girls et de S Club 7). Elle est réalisée par Bruce Gowers (réalisateur de la vidéo musicale de « Bohemian Rhapsody » de Queen), Nigel et Simon Lythgoe (réalisateurs de l'émission de télé réalité Survivor) et Ken Warwick.
American Idol est produite par Fremantle North America, une filiale de Bertelsmann. Les lauréats peuvent signer un contrat avec l'une des nombreuses marques de la maison de disques. Certains candidats, bien que n'ayant pas remporté la première place, ont cependant pu enregistrer un ou plusieurs disques, notamment Justin Guarini, Clay Aiken et Bo Bice.
Trois juges commentent les prestations des candidats devant les caméras : Simon Cowell (qui est aussi l'un des juges de Pop Idol), la chanteuse Paula Abdul et le musicien et producteur Randy Jackson. Depuis la 8e saison, un quatrième juge est apparu : la compositrice Kara DioGuardi. L'émission est présentée par Ryan Seacrest. En 2009, Paula Abdul annonce qu'elle ne sera pas juge pour la prochaine saison, voulant avoir sa propre émission TV. Les producteurs de l'émission décident alors qu'un membre VIP rejoindra le jury pour les auditions et sera différent pour chaque ville. Se succèdent autour des jurys officiels des stars comme Victoria Beckham, Mary J. Blige ou encore Joe Jonas. C'est en septembre que l'annonce du juge remplaçant Paula Abdul est officiellement annoncée, les producteurs ayant choisi Ellen DeGeneres pour son sens de l'humour, sa compassion et son amour pour American Idol.
Les raisons du succès de l'émission sont souvent attribuées à Simon Cowell, qui n'hésite pas à faire des critiques féroces contre les candidats, souvent précédées de sa phrase fétiche « I don't mean to be rude... » (Je ne veux pas paraître impoli...).
Comme toute émission de télé réalité à succès, American Idol est très souvent critiquée avec un regard négatif et/ou moqueur, comme dans le film American Dreamz.
À ce jour, plusieurs gagnants ou participants d'American Idol ont pu se faire une place importante dans l'industrie de la musique telles Kelly Clarkson, Carrie Underwood, Jennifer Hudson et Jordin Sparks. Kelly Clarkson a sorti cinq albums : Thankful et Breakaway qui se sont vendus respectivement à plus de 4 millions et 14 millions d'exemplaires, My December, le troisième opus s'est vendu à plus de 3 millions d'exemplaires, suivis par All I Ever Wanted, qui s'est vendu à 1,5 million d'exemplaires et enfin Stronger sorti en 2011 et vendu à plus d'1 million d'exemplaires. Carrie Underwood a sorti son premier album, Some Hearts, qui s'est vendu à plus de 4 millions d'exemplaires. Le deuxième, Carnival Ride, s'est écoulé à 2,9 millions d'exemplaires. Elle dévoile en 2009 son troisième opus, Play On, qui se serait vendu à plus de 2 millions d'exemplaires actuellement. Jordin, quant à elle, a aussi sorti deux albums : Jordin Sparks en 2007, et Battlefield en 2009. Enfin, Jennifer Hudson a reçu un Oscar en 2006 pour sa prestation dans le film Dreamgirls aux côtés de Beyoncé Knowles. Elle poursuit une carrière d'actrice et de chanteuse.
Certains spectateurs auraient remarqué que des candidats franchement mauvais, piètres danseurs et chanteurs, seraient sélectionnés pour mettre en valeur les autres candidats à leur détriment. Ces spectateurs se sont donc organisés pour inviter à voter pour le pire candidat et ainsi prendre les producteurs de l'émission à leur propre piège.

## Bilan
| Saison | Chaine | Première        | Finale           | Vainqueur        | Deuxième             | Troisième(s)       | Troisième(s)       | Troisième(s)       | Présentateurs | Présentateurs   | Juges         | Juges            | Juges            | Juges          |
| Saison | Chaine | Première        | Finale           | Vainqueur        | Deuxième             | Troisième(s)       | Troisième(s)       | Troisième(s)       | Présentateurs | Présentateurs   | 1             | 2                | 3                | 4              |
| ------ | ------ | --------------- | ---------------- | ---------------- | -------------------- | ------------------ | ------------------ | ------------------ | ------------- | --------------- | ------------- | ---------------- | ---------------- | -------------- |
| 1      | Fox    | 11 juin 2002    | 4 septembre 2002 | Kelly Clarkson   | Justin Guarini       | Nikki McKibbin     | Nikki McKibbin     | Nikki McKibbin     | Ryan Seacrest | Brian Dunkleman | Simon Cowell  | Paula Abdul      | Randy Jackson    | NC             |
| 2      | Fox    | 21 janvier 2003 | 21 mai 2003      | Ruben Studdard   | Clay Aiken           | Kimberley Locke    | Kimberley Locke    | Kimberley Locke    | Ryan Seacrest | NC              | Simon Cowell  | Paula Abdul      | Randy Jackson    | NC             |
| 3      | Fox    | 19 janvier 2004 | 26 mai 2004      | Fantasia Barrino | Diana DeGarmo        | Jasmine Trias      | Jasmine Trias      | Jasmine Trias      | Ryan Seacrest | NC              | Simon Cowell  | Paula Abdul      | Randy Jackson    | NC             |
| 4      | Fox    | 18 janvier 2005 | 25 mai 2005      | Carrie Underwood | Bo Bice              | Vonzell Solomon    | Vonzell Solomon    | Vonzell Solomon    | Ryan Seacrest | NC              | Simon Cowell  | Paula Abdul      | Randy Jackson    | NC             |
| 5      | Fox    | 17 janvier 2006 | 24 mai 2006      | Taylor Hicks     | Katharine McPhee     | Elliott Yamin      | Elliott Yamin      | Elliott Yamin      | Ryan Seacrest | NC              | Simon Cowell  | Paula Abdul      | Randy Jackson    | NC             |
| 6      | Fox    | 16 janvier 2007 | 23 mai 2007      | Jordin Sparks    | Blake Lewis          | Melinda Doolittle  | Melinda Doolittle  | Melinda Doolittle  | Ryan Seacrest | NC              | Simon Cowell  | Paula Abdul      | Randy Jackson    | NC             |
| 7      | Fox    | 15 janvier 2008 | 21 mai 2008      | David Cook       | David Archuleta      | Syesha Mercado     | Syesha Mercado     | Syesha Mercado     | Ryan Seacrest | NC              | Simon Cowell  | Paula Abdul      | Randy Jackson    | NC             |
| 8      | Fox    | 13 janvier 2009 | 20 mai 2009      | Kris Allen       | Adam Lambert         | Danny Gokey        | Danny Gokey        | Danny Gokey        | Ryan Seacrest | NC              | Simon Cowell  | Paula Abdul      | Randy Jackson    | Kara DioGuardi |
| 9      | Fox    | 12 janvier 2010 | 26 mai 2010      | Lee DeWyze       | Crystal Bowersox     | Casey James        | Casey James        | Casey James        | Ryan Seacrest | NC              | Simon Cowell  | Ellen DeGeneres  | Randy Jackson    | Kara DioGuardi |
| 10     | Fox    | 19 janvier 2011 | 25 mai 2011      | Scotty McCreery  | Lauren Alaina        | Haley Reinhart     | Haley Reinhart     | Haley Reinhart     | Ryan Seacrest | NC              | Steven Tyler  | Jennifer Lopez   | Randy Jackson    | NC             |
| 11     | Fox    | 18 janvier 2012 | 23 mai 2012      | Phillip Phillips | Jessica Sanchez      | Joshua Ledet       | Joshua Ledet       | Joshua Ledet       | Ryan Seacrest | NC              | Steven Tyler  | Jennifer Lopez   | Randy Jackson    | NC             |
| 12     | Fox    | 16 janvier 2013 | 16 mai 2013      | Candice Glover   | Kree Harrison        | Angie Miller       | Angie Miller       | Angie Miller       | Ryan Seacrest | NC              | Keith Urban   | Mariah Carey     | Randy Jackson    | Nicki Minaj    |
| 13     | Fox    | 15 janvier 2014 | 21 mai 2014      | Caleb Johnson    | Jena Irene           | Alex Preston       | Alex Preston       | Alex Preston       | Ryan Seacrest | NC              | Keith Urban   | Jennifer Lopez   | Harry Connick Jr | NC             |
| 14     | Fox    | 7 janvier 2015  | 13 mai 2015      | Nick Fradiani    | Clark Beckham        | Jax                | Jax                | Jax                | Ryan Seacrest | NC              | Keith Urban   | Jennifer Lopez   | Harry Connick Jr | NC             |
| 15     | Fox    | 6 janvier 2016  | 7 avril 2016     | Trent Harmon     | La'Porsha Renae      | Dalton Rapattoni   | Dalton Rapattoni   | Dalton Rapattoni   | Ryan Seacrest | NC              | Keith Urban   | Jennifer Lopez   | Harry Connick Jr | NC             |
| 16     | ABC    | 11 mars 2018    | 21 mai 2018      | Maddie Poppe     | Caleb Lee Hutchinson | Gabby Barrett      | Gabby Barrett      | Gabby Barrett      | Ryan Seacrest | NC              | Lionel Richie | Katy Perry       | Luke Bryan       | NC             |
| 17     | ABC    | 3 mars 2019     | 19 mai 2019      | Laine Hardy      | Alejandro Aranda     | Madison VanDenburg | Madison VanDenburg | Madison VanDenburg | Ryan Seacrest | NC              | Lionel Richie | Katy Perry       | Luke Bryan       | NC             |
| 18     | ABC    | 16 février 2020 | 17 mai 2020      | Just Sam         | Arthur Gunn          | Dillon James       | Francisco Martin   | Jonny West         | Ryan Seacrest | NC              | Lionel Richie | Katy Perry       | Luke Bryan       | NC             |
| 19     | ABC    | 14 février 2021 | 23 mai 2021      | Chayce Becklam   | Willie Spence        | Grace Kinstler     | Grace Kinstler     | Grace Kinstler     | Ryan Seacrest | NC              | Lionel Richie | Katy Perry       | Luke Bryan       | NC             |
| 20     | ABC    | 27 février 2022 | 22 mai 2022      | Noah Thompson    | HunterGirl           | Leah Marlene       | Leah Marlene       | Leah Marlene       | Ryan Seacrest | NC              | Lionel Richie | Katy Perry       | Luke Bryan       | NC             |
| 21     | ABC    | 19 février 2023 | 21 mai 2023      | Iam Tongi        | Megan Danielle       | Colin Stough       | Colin Stough       | Colin Stough       | Ryan Seacrest | NC              | Lionel Richie | Katy Perry       | Luke Bryan       | NC             |
| 22     | ABC    | 18 février 2024 | 19 mai 2024      | Abi Carter       | Will Moseley         | Jack Blocker       | Jack Blocker       | Jack Blocker       | Ryan Seacrest | NC              | Lionel Richie | Katy Perry       | Luke Bryan       | NC             |
| 23     | ABC    | 2025            | 2025             | NC               | NC                   | NC                 | NC                 | NC                 | Ryan Seacrest | NC              | Lionel Richie | Carrie Underwood | Luke Bryan       | NC             |

Certaines personnalités sont invités comme juges. Dans la saison 2, les juges invités sont Lionel Richie et Robin Gibb, et dans la saison 3 c'est Donna Summer, Quentin Tarantino. Les juges invités utilisés pour les auditions des saisons 4, 6 et 9, sont Gene Simmons, LL Cool J et Mark McGrath dans la saison 4, Jewel et Olivia Newton-John dans la saison 6, Victoria Beckham, Mary J. Blige, Shania Twain, Katy Perry, Avril Lavigne, Joe Jonas, Neil Patrick Harris et Kristin Chenoweth dans la saison 9.